# Циклостратиграфия
Циклостратиграфия или Ритмическая стратиграфия — изучение чередования различных пород в разрезах. Определяются наборы (ритмы) чередующихся пород их границы. В ритмично построенных разрезах выделяют ритмы, по характерным особенностям которых сравнивают разрезы. Ритмичность типична практически для всех осадочных толщ, поэтому анализ ритмичности широко используется для их расчленения и корреляции.
Циклостратиграфия использует продолжительные циклы известной продолжительности, например астрономические Циклы Миланковича, для определения глобальных геологических процессов (палеоклиматических, седиментологических, палеоокеанографических, биологических).
Частным случаем цикличности, когда отдельные циклиты точно повторяют друг друга, является ритмичность. Примером ритмичности могут служить варвы и цикл Боума. Основанный на анализе ритмичности раздел Циклостратиграфии иногда называется ритмостратиграфией.

## Пример цикличности в осадочных породах
Во время максимума инсоляции Северо-Африканская муссонная система (англ. North African monsoonal rain belt) сдвигается на север и увеличивает количество осадков в Северной Африке. Чем больше осадков, тем больше твёрдых частиц попадает в Средиземном море, тем толще слои осадочных отложений. При этом в море попадает больше питательных веществ (в первую очередь, для планктона) и оно генерирует больше органики, которая в бо́льшем количестве попадает на дно. Из-за бо́льшего количества пресной воды падает солёность поверхностных слоёв и происходит стратификация: толща воды разделяется на несмешивающиеся (плохо смешивающиеся) слои, «вентиляция» дна затрудняется, вода в придонном слое застаивается, и в осадках исчезают останки бентосных организмов. При этом неокислившаяся органика в бо́льшем количестве сохраняется в отложениях, образуя более толстые слои более тёмных и чёрных сланцев (чем больше органики, тем чернее сланец) и сапропеля. А во время минимума инсоляции повышается солёность верхнего слоя воды, а осадочные слои становятся тоньше и светлее, так как в них попадает меньше органики и она сильнее окисляется.